# Anna Bobrova
 Anna Alexandrovna Bobrova  (em russo:Анна Алекса́ндровна Боброва) (18 de novembro de 1981) é um jogadora de vôlei de praia russa.

## Carreira
Na edição do Campeonato Mundial de Vôlei de Praia Sub-21 em 2002 esteve ao lado de Anna Morozova na cidade de Le Lavandou na conquista da medalha de prata.
Ela disputou o Circuito Mundial desde 1999 a 2004, tendo como melhor resultado a vigésima quinta colocação no Aberto de Gstaad em 2003 ao lado de Natalya Uryadova. No CEV Finals de 1999 atuava com Olga Matveeva e finalizaram na sétima posição e terminaram na quarta posição na etapa challenger de Porto San Giorgio no mesmo ano. Foi vice-campeã do Circuito Russo nos anos de 1998, 1999, 2001, 2003 e 2004, sagrando-se campeã em 2002 e obteve o terceiro lugar no Circuito Tcheco de Vôlei de Praia em 1997.

## Títulos e resultados
- Circuito Russo de Vôlei de Praia:2002
- Circuito Russo de Vôlei de Praia:1998,1999,2001,2003 e 2004
- Circuito Tcheco de Vôlei de Praia:1997